# Ted Kaufman
Edward Emmett Kaufman, conocido como Ted Kaufman (Filadelfia, 15 de marzo de 1939), es un político estadounidense, miembro del Partido Demócrata. Sirvió como senador de los Estados Unidos por Delaware de 2009 a 2010.

## Biografía

### Primeros años
Kaufman nació en Filadelfia (Pensilvania). Es hijo de Helen (apellido de soltera Carroll), una maestra, y Manuel Kaufman, un trabajador social. Aunque su padre era judío, Ted fue criado en la religión católica, la de su madre.

### Carrera
Se licenció en ingeniería mecánica por la Universidad Duke y obtuvo un máster en administración de empresas (MBA) por la Wharton School. Kaufman se mudó a Delaware en 1966 para trabajar para DuPont como ingeniero. Posteriormente trabajó posteriormente junto al senador Joe Biden entre 1973 y 1995, convirtiéndose en su jefe de gabinete.
Como abogado, imparte cursos en la Facultad de Derecho de la Universidad Duke. 
En 1995, el presidente Bill Clinton lo nombró miembro de la Junta de Gobernadores de Radiodifusión (BBG), donde cumplió cuatro mandatos sucesivos antes de dimitir el 25 de noviembre de 2008, tras ser designado el día anterior por Ruth Ann Minner, gobernadora de Delaware del Partido Demócrata, para suceder a Joe Biden como senador de Delaware, luego de que este último fuera electo como vicepresidente de los Estados Unidos. Antes de convertirse en senador, Kaufman fue asesor de Biden durante gran parte de su carrera política y posteriormente dirigió su transición presidencial. Kaufman fue descrito como el "mejor amigo" de Biden.

### Senador de los Estados Unidos
Su nombramiento al Senado se hizo efectivo el 15 de enero de 2009, tras la renuncia de Biden.
Al asumir el cargo, Kaufman anunció que no se presentaría a las elecciones al Senado de 2010 para elegir a la persona que completaría el mandato de Biden el 5 de enero de 2015. Christopher Coons del Partido Demócrata ganó fácilmente las elecciones con el 56,6 % de los votos contra la republicana Christine O'Donnell y sucedió a Kaufman el 15 de noviembre de 2010.